# مانیانا، بوتسوانا

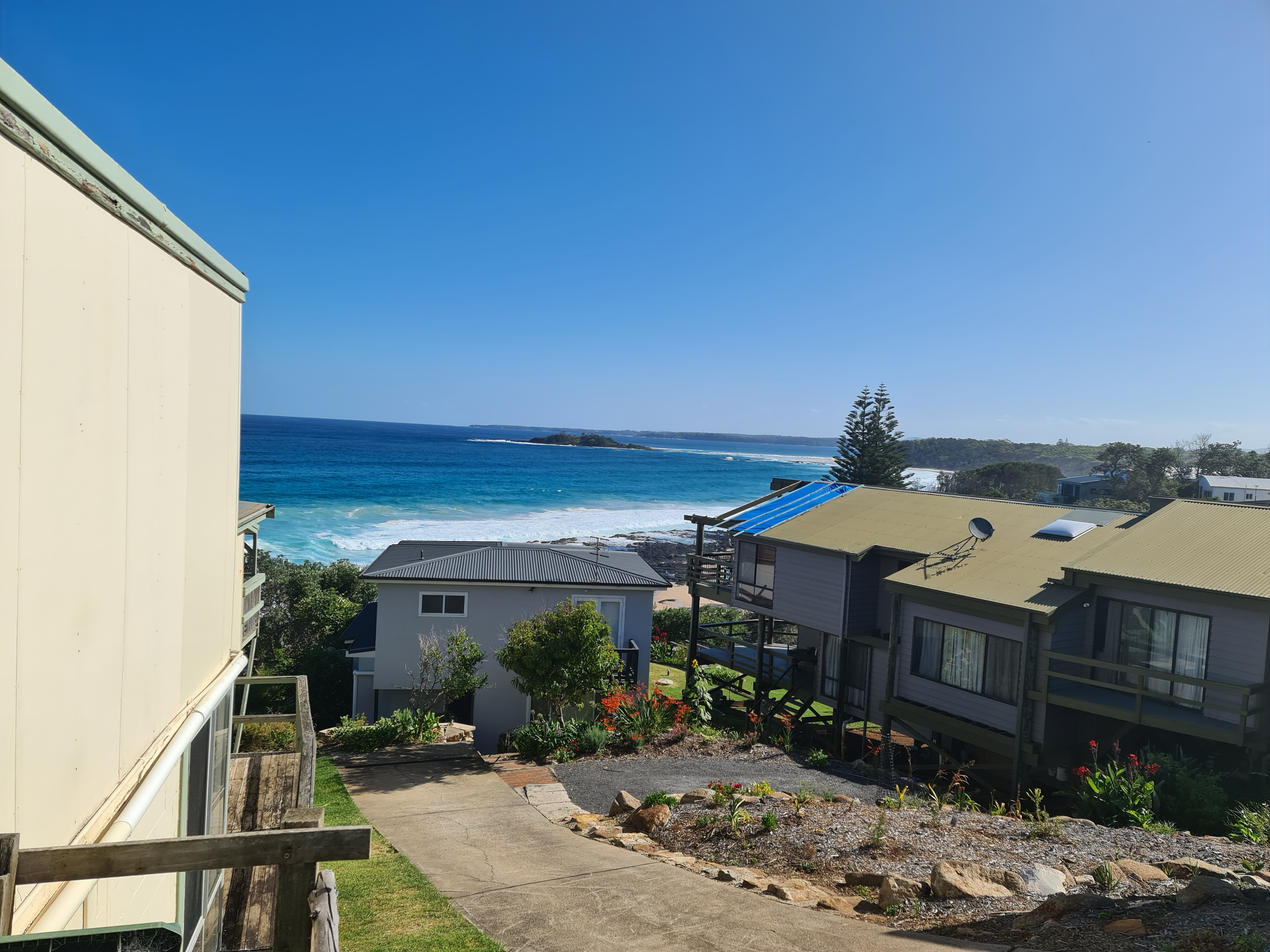
نمایی از شهر مانیانا در ناحیهٔ جنوبی کشور بوتسوانا - ۲۰۲۱

مانیانا (به انگلیسی: Manyana) شهری در ناحیهٔ جنوبی کشور بوتسوانا است که در سال ۲۰۰۰ میلادی ۳٬۴۸۸ نفر جمعیت داشته که از این تعداد، ۱٬۶۴۵ نفر مرد و ۱٬۸۴۳ نفر زن بوده‌اند.